# Podziarno
Podziarno (przesiew) – część kruszywa w analizie sitowej (przesiewaniu) przechodząca przez najmniejsze z sit, czyli część kruszywa o wielkości ziaren mniejszej od badanej frakcji lub grupy frakcji.

Podziarnem można również określić część ładunku, która przeszła przez oczka określonego sita.

Podziarno występuje w produkcie dolnym.
Dodatkowe możliwe przyczyny występowania podziarna:
1. ziarna długie i wąskie przechodzą przez otwór sita, pomimo ich średnich wymiarów (średnic zastępczych) większych od średnicy oczek sita,
2. zwiększenie się otworu sita (np. w wyniku jego uszkodzenia).